# Enrique de Guzmán Haros
Enrique de Guzmán Haros (ur. w 1604 albo 1605 w Madrycie, zm. 21 czerwca 1626 tamże) – hiszpański kardynał.

## Życiorys
Urodził się w 1604 albo w 1605 roku w Madrycie, jako syn Diego Lópeza de Haro Sotomayora y de la Cuevy i Francisci de Guzmán Pimentel. Studiował teologię, a następnie został kanonikiem kapituły w Sewilli i Toledo. 19 stycznia 1626 roku został kreowany kardynałem prezbiterem, jednak nie otrzymał kościoła tytularnego. Zmarł 21 czerwca tego sameg roku w Madrycie.